# Vlad Rusu
Vlad Rusu (n. 22 iunie 1990, Constanța, România) este un fotbalist român retras din activitate, care a jucat pe post de atacant la echipe ca Steaua II, Viitorul Constanța și Viitorul-Pandurii.